# (1184) Gaïa
(1184) Gaïa est un astéroïde de la ceinture principale découvert le 5 septembre 1926 par l'astronome allemand Karl Wilhelm Reinmuth. Le lieu de découverte est Heidelberg (024). Sa désignation provisoire était 1926 RE.
Sa distance minimale d'intersection de l'orbite terrestre est de 1,478590 ua.
Il est nommé en référence à la divinité grecque Gaïa.